# Connarus portosegurensis
Connarus portosegurensis är en tvåhjärtbladig växtart som beskrevs av E. Forero. Connarus portosegurensis ingår i släktet Connarus och familjen Connaraceae. Inga underarter finns listade i Catalogue of Life.